# ラビリンス (バンド)
ラビリンス (Labyrinth) は、イタリアのヘヴィメタル・バンド。叙情的で愁いを帯びた美旋律を特徴とし、プログレッシブな要素を含んだパワーメタルを得意とする。

## 音楽性
ラビリンスを結成した当初はテクノの要素を含んだスラッシュメタルのような音楽性だったが、革新的な音楽性を追求するバンドの姿勢とメンバーチェンジを経て、現在の音楽性にたどり着いた。
ファースト・アルバム『ノー・リミッツ』は、彼らのルーツであるアイアン・メイデンやジューダス・プリースト、ハロウィンなどが音楽性のベースとなっており、テクノやトランスからの影響も見られた。
セカンド・アルバム『リターン・トゥ・ヘヴン・ディナイド』以降はテクノ的の要素は取り除かれ、叙情的な美しいメロディを最大限に生かした音楽性へと変化した。
また、初期はメロディックスピードメタル・バンドとして知られたが、2002年にバンド創設者のオラフ・トーセンが脱退した後は作品をリリースする毎に脱パワーメタル化が進み、ミドルテンポのメロディックメタル中心の作風へと変化している。
2010年リリースの『リターン・トゥ・ヘヴン・ディナイド・パート2 ～ア・ミッドナイト・オータムズ・ドリーム』よりオラフが復帰し、再び初期のような疾走感溢れるパワーメタル路線へ回帰。続く『アーキテクチャー・オブ・ア・ゴッド』『ウェルカム・トゥ・ジ・アブサード・サーカス』共に原点回帰的作風が続いている。

## バイオグラフィ
1991年にギタリストのオラフ・トーセン（Olaf Thorsen）によって結成されたVisionが、Morbid Visionというバンド名を経て、1994年に現バンド名のラビリンスとなった。
1994年に最初のデモ『Midnight Resistance』を、1995年にデビューEP『Piece Of Time』を、そして1996年にデビュー・アルバム『ノー・リミッツ』を発表する。
この『ノー・リミッツ』でボーカルを務めたジョー・テリー（Fabio Tordiglione）は作品のリリース後に脱退してしまったが、後にラプソディー（現ラプソディー・オブ・ファイア）のボーカリストとして名を馳せるファビオ・リオーネであった。
その後、新たなボーカリストとしてジェイムズ・アイヴォリーを迎えたバンドだったが、喉の調子を崩してしまい脱退せざるを得ない状況となってしまった。ボーカリストを失ったバンドは後任を探していたが、ここでVanexaやニュー・トロルスでの活動で知られるロベルト・ティランティ（Rob Tyrant）から連絡があり、最終的に加入することとなった（現在はユーロビート・アーティストのPowerful T.としても活躍している）。
ヨーロッパ各地より新世代のメロディックパワーメタル・バンドが続々と登場していたこの時代、叙情的でメランコリックなメロディと疾走感をふんだんに盛り込んだ楽曲で構成されたセカンド・アルバム『リターン・トゥ・ヘヴン・ディナイド』（1998年）をリリースすると、大きく向上したソングライティングとロベルトの素晴らしい歌唱力が大きな話題を呼び、同時期にデビューしたラプソディーと共にイタリアを代表する新世代のパワーメタル・バンドとして注目、絶賛されることとなった。その後は精力的なライブ活動を行っており、ツアー中にロベルトが離脱。ドミーニのモービーが代役を務めた時期もあったが、やがて元の鞘に収まり、ラビリンスは次作の準備に取りかかった。
1999年にEP『タイムレス・クライム』を、2001年にはサード・アルバム『サンズ・オブ・サンダー』をリリースする。プロデューサーにニール・カーノンを起用したこの作品はルイ14世をテーマとしたコンセプト作であり、未完のストーリーが綴られている。前作と同じメンバーで制作されたこともあり、約2年間の活動を通じて得た経験や結束の強さが現れており、曲に対するアグレッシブさはより質を高め、プログレッシブ・ロック的なテクニックを駆使するなど、随所に成長の跡がみられる。このリリース後、バンド創設者であるオラフ・トーセンは他のメンバーが進もうとする音楽性への違和感と、自身のプロジェクト、ヴィジョン・ディヴァインに専念したいことを理由に脱退してしまう。
中心人物を失ったバンドだったが、2003年にはバンド名を冠したアルバム『ラビリンス』を発表。オラフの抜けたマイナス面を感じさせない、叙情的で疾走感のあるメロディックパワーメタルを披露した。このタイミングで従来の芸名表記をやめ、本名を名乗るようになる。
2004年にはスペインのメロディックパワーメタル・バンド、ドリーメーカーとともに来日。5月7日に東京 渋谷 O-East、5月8日大阪 Banana Hallにて行われたキングレコード主催「Merodic Metal Dream Vol.1」にて初来日公演を行った（出演：LABŸRINTH、Dreamaker、Ark Storm ※東京公演のみ）。
その後、2005年にはアルバム『フリーマン』をリリース。それまでのパワーメタル、スピードメタル路線とは異なり、モダンさやアグレッシヴなマインドを加えた作風だったためファンの間で賛否が分かれたが、メロディックメタル作品としてのクオリティには揺るぎないものがあった。
2007年にリリースされたアルバム『シックス・デイズ・トゥ・ノーホウェア』は前作の脱パワーメタル路線を受け継ぎ、重量感のあるサウンドを盛り込んだ実験的な作品となったが、それと同時にアメイジング・メイズという別名義でフル・アルバム『アメイジング・メイズ』をリリースする。かつてのラビリンスが絶賛を浴びた美旋律や疾走感、そして様式美に拘った本作は、往年のファンが待ち望んだラビリンスらしさが感じられる作品であった。この年の12月、ドイツのヘヴィメタル・バンド、プライマル・フィアと共に来日し、東京、名古屋、大阪で公演を行った。
2009年にはオラフ・トーセンが電撃復帰することが報じられ、アルバム『リターン・トゥ・ヘヴン・ディナイド・パート2 ～ア・ミッドナイト・オータムズ・ドリーム』を発表。本作はファースト・アルバム『ノー・リミッツ』、セカンド・アルバム『リターン・トゥ・ヘヴン・ディナイド』と共通のストーリーを持つ作品であり、オラフ曰く厳密には『ノー・リミッツ』のパート3とのこと。1曲目の「The Shooting Star」は、セカンド・アルバムに収録された最後の曲「Die For Freedom」のアウトロと同じメロディでフェードインする形となっており、往年のファンにとってはオープニングから高揚感を煽られるような演出がなされている。
7枚目のアルバム・リリース後しばらくの間は、この作品を引っ提げてソナタ・アークティカなどとツアーを行っていたが、2014年にロベルトがソロ活動に専念するため脱退。一時的にマーク・ボールズが参加して活動を続けていたが、彼もまた「Rock Of Ages」への出演予定があったため加入するには至らなかった。2016年にフロンティア・レコードから次回作について打診を受けたバンドは、ソロのプロモーションを終えたロベルトに声をかけ、復帰することとなった。
2017年には約7年ぶりとなるアルバム『アーキテクチャー・オブ・ア・ゴッド』をリリース。『フリーマン』以降の作品で披露された叙情派のメロディックメタル・スタイルの曲が中心でありつつ、トレードマークである疾走感や攻撃的なパートを含んだプログレッシブな展開、メロウなバラードなどメロディ重視な仕上がりとなっている。
2021年にはアルバム『ウェルカム・トゥ・ジ・アブサード・サーカス』を発表し精力的に活動中。
2016年10月30日 ミラノで行われた「FRONTIERS METAL FESTIVAL」に出演。このライブの模様を収めたライブ作品が2018年1月17日にDVD+CD、Blu-rayの2形態で発売された。本作は名盤として評価されている『リターン・トゥ・ヘヴン・ディナイド』の再現を中心に演奏されており、初期ファンを熱狂させた貫録のパフォーマンスが完全収録された。
2019年2月には、Evoken de Valhall Production&キングレコード主催の「Italian Melodic Fest 2019」にて再来日。同郷のエルヴェンキング、トリック・オア・トリートと共に東京、名古屋、大阪を巡り、『リターン・トゥ・ヘヴン・ディナイド』の再現を行った。

### 現在のメンバー
- Carlo Andrea Magnani (Olaf Thorsen) (ギター、1994年-2002年, 2009年-)
- Andrea Cantarelli (Anders Rain) (ギター、1994年-)
- Roberto Tiranti (Rob Tyrant) (ボーカル、1997年-2014年, 2016年-)(ベース、2006年-2010年 )
- Oleg Smirnoff (キーボード、2016年-)
- Nik Mazzucconi (ベース、2016年-)
- Matt Peruzzi (ドラムス、2019年-)

### 過去に在籍したメンバー
- Joe Terry (Fabio Tordiglione) (ボーカル、1994年-1996年)
- Mark Boals(ボーカル、2014年-2016年)
- Pier Gonella (ギター、2003年-2009年)
- Andrea Bartoletti (ベース、1994年-1995年)
- Cristiano Bertocchi (Chris Breeze) (ベース、1995年-2006年)→2014年 - ウインド・ローズに加入
- Sergio Pagnacco (ベース、2010年-2016年)
- Luca Contini (Ken Taylor) (キーボード、1994年-1996年)
- Andrea De Paoli (Andrew McPauls) (キーボード、1997年-2016年)
- Franco Rubulotta (Frank Andiver) (ドラムス、1994年-1996年)
- Mattia Stancioiu (Mat Stancioiu) (ドラムス、1997年-2009年)
- Alessandro Bissa (ドラムス、2010年-2016年)
- John Macaluso (ドラムス、2016年-2019年)

## ディスコグラフィ

### スタジオ・アルバム
- 『ノー・リミッツ』 - No Limits (1996年) ※旧邦題『無限迷界』
- 『リターン・トゥ・ヘヴン・ディナイド』 - Return to Heaven Denied (1998年)
- 『サンズ・オブ・サンダー』 - Sons of Thunder (2000年)
- 『ラビリンス』 - Labyrinth (2003年)
- 『フリーマン』 - Freeman (2005年)
- 『シックス・デイズ・トゥ・ノーホウェア』 - 6 Days to Nowhere (2007年)
- 『リターン・トゥ・ヘヴン・ディナイド・パート2 ～ア・ミッドナイト・オータムズ・ドリーム』 - Return to Heaven Denied Pt. II: "A Midnight Autumn's Dream (2010年)
- 『アーキテクチャー・オブ・ア・ゴッド』 - Architecture of a God (2017年)
- 『ウェルカム・トゥ・ジ・アブサード・サーカス』 - Welcome to the Absurd Circus (2021年)
- 『イン・ザ・ヴァニシング・エコーズ・オヴ・グッバイ』 - In the Vanishing Echoes of Goodbye (2025年)

### EP
- Midnight Resistance (1994年)
- Piece of Time (1995年)
- 『タイムレス・クライム』 - Timeless Crime (1999年)

### ライブ・アルバム
- 『リターン・トゥ・ライヴ』 - Return To Live (2018年)

### コンピレーション・アルバム
- As Time Goes By...(2011年)